# Burnin'
Burnin'  är reggaebandet The Wailers fjärde musikalbum, släppt 1973, deras andra som släpptes på skivbolaget Island Records. LP:n spelades in på Harry J. Studios i Kingston, Jamaica med Sylvan Morris vid kontrollbordet och mixades av Tony Platt och Phil Brown vid Island Studios i London.
Burnin' har en än mer politisk och upprorisk ton än gruppens förra album Catch a Fire. Här finns också många av gruppens mer kända kompositioner som "Get Up, Stand Up" och "I Shot the Sheriff". Då albumet släpptes bara månader efter Catch a Fire fick man lov att göra nyinspelningar av tre gamla låtar: "Duppy Conqueror", "Put It On" och "Small Axe". Albumet kom att bli det sista där Peter Tosh och Bunny Wailer medverkade, och efter detta tog bandet artistnamnet Bob Marley and the Wailers.

## Låtlista
Alla låtar skrivna av Bob Marley om inget annat angivits.
Side one
1. "Get Up, Stand Up" (Bob Marley /Peter Tosh) - 3:15
2. "Hallelujah Time" (Jean Watt) - 3:27 [1]
3. "I Shot the Sheriff" - 4:39
4. "Burnin' and Lootin'" - 4:11
5. "Put It On" - 3:58

Side two
1. "Small Axe" - 4:00
2. "Pass It On" (Jean Watt) - 3:32 [2]
3. "Duppy Conqueror" - 3:44
4. "One Foundation" (Peter Tosh) - 3:20
5. "Rasta Man Chant" (Trad/arranged: Wailers) - 3:43

### Remastrad CD-utgåva år 2001
På denna CD-utgåva har Jean Watt försvunnit som låtskrivare, och Neville Livingston, dvs. Bunny Wailer, står i stället som låtskrivare, även till två av de tre bonuslåtarna. När det gäller låten "Pass It On", som framförs av Livingston, står däremot Bob Marley som låtskrivare. Vidare står Marley som ensam när det gäller arrangemanget av "Rasta Man Chant". De tre bonuslåtarna "Reincarnated Souls", "No Sympathy" och "The Oppressed Song" spelades in vid tagningarna av Burning-LP:n och "Reincarnated Souls" fanns på B-sidan av singeln "Concrete Jungle", som släpptes den 29 maj 1973. "Reincarnated Souls" och "The Oppressed Song" fanns även med på Bunny Wailers LP Blackheart Man (1976).
1. "Get Up, Stand Up" (Bob Marley / Peter Tosh) – 3:19
2. "Hallelujah Time" (Neville Livingston) - 3:29
3. "I Shot the Sheriff" - 4:42
4. "Burnin' and Lootin'" - 4:15
5. "Put It On" - 4:00
6. "Small Axe" - 4:01
7. "Pass It On" (Bob Marley; framförd av Neville Livingston) - 3:36
8. "Duppy Conqueror" - 3:45
9. "One Foundation" (Peter Tosh) - 3:42
10. "Rasta Man Chant" (Traditional: arranged by Bob Marley) - 3:45
11. "Reincarnated Souls" (Neville Livingston) - 3:43
12. "No Sympathy" (Peter Tosh) - 3:08
13. "The Oppressed Song" (Neville Livingston) - 3:16

Längd: 48:21

## Medverkande
- Bob Marley - ledande sång, gitarr
- Peter Tosh - piano, orgel, gitarr, sång
- Bunny Wailer - congas, bongos, sång
- Aston "Family Man" Barrett - basgitarr
- Carlton Barrett - trummor
- Earl "Wya" Lindo - keyboards
- Alvin "Seeco" Patterson - slagverk